# Avicii
Avicii (Авічі), справжнє ім'я — Тім Берглінг (Tim Bergling) (8 вересня 1989, Стокгольм, Швеція — 20 квітня 2018, Маскат, Оман) — шведський ді-джей і музичний продюсер, що прославився 2010 року завдяки синглам «My Feelings for You», «Seek Bromance», «Blessed» та «Levels». За даними журналу Forbes, 2013 року він входив до десятки найоплачуваніших діджеїв світу з річним прибутком у 20 млн $.

## Біографія
Народився 1989 року в Стокгольмі. Розпочав кар'єру з реміксу на музичну тему з відеогри Lazy Jones, пізніше записав власний трек «Lazy Lace», який незабаром був випущений на Strike Recordings. На його музику вплинули зокрема Бассхантер, Лейдбек Люк, Стів Анжелла, Tocadisco, Daft Punk, Ерік Прідз та Аксвелл. Вигравши приз програми Піта Тонга Fast Trax, Авічі отримав багато пропозицій і в квітні 2008 року випустив трек «Manman» на лейблі Тонга Bedroom Bedlam. У травні того ж року він підписав контракти з At Night Management та Vicious Grooves.
Влітку 2011 року британська співачка Леона Льюїс представила пісню «Collide», як інструментальна складова якої був використаний уривок з треку Авічі «Penguin», що виконувався ним на концертах з кінця 2010 року. Дозвіл на використання не було отримано, і після скандалу зі звинуваченнями у плагіаті та погрозами судового розгляду сингл Льюїс був випущений із зазначенням Авічі як співавтора. Восени того ж року його сингл «Levels» став міжнародним хітом: у Великій Британії, Австрії та Німеччини він потрапив у найкращу десятку, а в рідній Швеції діджей вперше зайняв вершину хіт-параду. Цей трек був покладений також в основу пісні Флоу Райда «Good Feeling», яка була дуже популярною в усьому світі та займала лідируючі позиції в музичних чартах. У рейтингу журналу DJ Magazine за 2011 рік Авічі піднявся з 39-го на 6-е місце, а в наступному році увійшов до першої трійки.
На 54-ї церемонії «Греммі» Avicii і David Guetta були номіновані в категорії «Найкращий танцювальний запис» за їх спільний трек «Sunshine».
За даними журналу Forbes, 2012 року він входив до десятки найоплачуваніших діджеїв світу з річним прибутком у 7 млн $, а вже у 2013 році річний прибуток зріс до 20 млн $ і він увійшов до тридцятки найбагатших музикантів молодше 30 років.
У 2017 році опублікував відео на спільну роботу з R&B виконавицею Рітою Орою Lonely Together, яке зняв у Києві.
20 квітня 2018 року помер в Омані. Берглінг страждав від депресії, причиною смерті стало самогубство. Смерть настала через значну втрату крові внаслідок порізів розбитою пляшкою з-під вина..

## Дискографія

### Альбоми
- True (2013)
- True: Avicii by Avicii (2014)
- The Days / Nights (2014)
- Stories (2015)
- Avīci (01) (2017)
- TIM (2019)
- Avicii Forever (2025)

### Сингли
| Рік  | Сингл                              | Найкращі позиції у хіт-параді | Найкращі позиції у хіт-параді | Найкращі позиції у хіт-параді | Найкращі позиції у хіт-параді | Найкращі позиції у хіт-параді | Найкращі позиції у хіт-параді | Найкращі позиції у хіт-параді | Найкращі позиції у хіт-параді | Найкращі позиції у хіт-параді | Найкращі позиції у хіт-параді | Найкращі позиції у хіт-параді |
| Рік  | Сингл                              | SE                            | NL                            | AT                            | DK                            | NO                            | BE (Vl)                       | BE (Wa)                       | CH                            | IR                            | GB                            | US                            |
| ---- | ---------------------------------- | ----------------------------- | ----------------------------- | ----------------------------- | ----------------------------- | ----------------------------- | ----------------------------- | ----------------------------- | ----------------------------- | ----------------------------- | ----------------------------- | ----------------------------- |
| 2008 | «Sound of Now»                     | —                             | —                             | —                             | —                             | —                             | —                             | —                             | —                             | —                             | —                             | —                             |
| 2009 | «Muja EP»                          | —                             | —                             | —                             | —                             | —                             | —                             | —                             | —                             | —                             | —                             | —                             |
| 2009 | «Alcoholic»*                       | —                             | —                             | —                             | —                             | —                             | —                             | —                             | —                             | —                             | —                             | —                             |
| 2009 | «Ryu-Strutnut»                     | —                             | —                             | —                             | —                             | —                             | —                             | —                             | —                             | —                             | —                             | —                             |
| 2010 | «Bom»                              | —                             | —                             | —                             | —                             | —                             | —                             | —                             | —                             | —                             | —                             | —                             |
| 2010 | «Bromance»*                        | 16                            | 5                             | —                             | —                             | —                             | 1                             | 4                             | —                             | —                             | —                             | —                             |
| 2010 | «Malo»                             | —                             | —                             | —                             | —                             | —                             | —                             | —                             | —                             | —                             | —                             | —                             |
| 2010 | «Seek Bromance»*                   | 20                            | —                             | 53                            | 5                             | 4                             | —                             | —                             | 13                            | —                             | 13                            | —                             |
| 2011 | «Street Dancer»                    | —                             | 67                            | —                             | —                             | —                             | —                             | —                             | —                             | —                             | —                             | —                             |
| 2011 | «Sweet Dreams»                     | —                             | —                             | —                             | —                             | —                             | —                             | —                             | —                             | —                             | —                             | —                             |
| 2011 | «Jailbait»                         | —                             | —                             | —                             | —                             | —                             | —                             | —                             | —                             | —                             | —                             | —                             |
| 2011 | «Blessed»** (при уч. Shermanology) | —                             | 22                            | —                             | —                             | —                             | —                             | —                             | —                             | —                             | —                             | —                             |
| 2011 | «Fade into Darkness»               | 4                             | —                             | —                             | —                             | —                             | —                             | —                             | —                             | —                             | —                             | —                             |
| 2011 | «Penguin»                          | —                             | 60                            | —                             | —                             | —                             | —                             | —                             | —                             | —                             | —                             | —                             |
| 2011 | «Levels»                           | 1                             | 3                             | 4                             | 3                             | 1                             | 4                             | 5                             | 5                             | 3                             | 4                             | 60                            |
| 2012 | «Silhouettes»                      | 11                            | 43                            | 26                            | 27                            | —                             | —                             | —                             | —                             | 27                            | 22                            | —                             |

* Під псевдонімом Tim Berg.

** Під псевдонімом Tom Hangs.

#### Спільні сингли
| 2009 | «Even» (Avicii and Sebastien Drums)                                   | —  | —  | —  | —  | — | —  |
| 2009 | «Break da Floor» (Ralph vs. Avicii)                                   | —  | —  | —  | —  | — | —  |
| 2010 | «My Feelings for You» (Avicii and Sebastien Drums)                    | 37 | 51 | 34 | 40 | — | 46 |
| 2010 | «iTrack» (Tim Berg vs. Oliver Ingrosso & Otto Knows)                  | —  | 53 | —  | —  | — | —  |
| 2010 | «Tweet It» (Tim Berg, Norman Doray, Sebastien Drums)                  | —  | —  | —  | —  | — | —  |
| 2010 | «Insomnia» (Starkillers, Pimp Rockers, Tom Hangs & Marco Machiavelli) | —  | —  | —  | —  | — | —  |
| 2010 | «Don't Hold Back» (Jovicii feat. Andy P)                              | —  | —  | —  | —  | — | —  |
| 2011 | «Snus» (Avicii and Sebastien Drums)                                   | —  | —  | —  | —  | — | —  |
| 2011 | «Collide» (Leona Lewis / Avicii)                                      | —  | —  | 29 | —  | 3 | 4  |

### Ремікси
2009
- «New New New» (Avicii Remix) — Bob Sinclar

2010
- «Gettin’ Over You» (Avicii Vocal + Dub Remix) — David Guetta (Feat. Chris Willis, LMFAO & Fergie)
- «Hang With Me» (Avicii's Exclusive Club Mix) — Robyn
- «Escape Me» (Avicii's Remix At Night) — Tiësto (Feat. CC Sheffield)
- «Rapture» (Avicii's New Generation Mix) — Nadia Ali
- «One Love» (Avicii Remix) — David Guetta (Feat. Estelle)

2011
- «Drowning» (Avicii Remix) — Armin Van Buuren
- «Derezzed» (Avicii Remix) — Daft Punk
- «Every Teardrop Is a Waterfall» (Avicii ‘Tour’ Mix) — Coldplay

2012
- «Girl Gone Wild» (Avicii's UMF Mix) — Madonna
- «Superlove» (Avicii's Space Mix) — Lenny Kravitz